# رامون گوزمان
رامون گوزمان (انگلیسی: Ramón Guzmán؛ ۲۲ ژانویهٔ ۱۹۰۷ – ۱ آوریل ۱۹۵۴) یک بازیکن فوتبال و سرمربی اهل اسپانیا بود.
از باشگاه‌هایی که در آن بازی کرده‌است می‌توان به بارسلونا، تیم ملی فوتبال کاتالونیا، رئال مایورکا و تیم ملی فوتبال اسپانیا اشاره کرد.